# Eriko Arakawa
Eriko Arakawa (荒川 恵理子 Arakawa Eriko?,  nacido el 30 de octubre de 1979 en Tokio) es una futbolista japonesa que jugaba como delantero.
Arakawa jugó 72 veces y marcó 20 goles para la selección femenina de fútbol de Japón entre 2000 y 2011. Arakawa fue elegida para integrar la selección nacional de Japón para los Copa Mundial Femenina de Fútbol de 2003, 2007, Juegos Olímpicos de Verano de 2004 y 2008.

## Trayectoria

### Clubes
| Club                                            | País           | Año         |
| ----------------------------------------------- | -------------- | ----------- |
| Nippon TV Beleza                                | Japón          | 1997 - 2009 |
| Gold Pride                                      | Estados Unidos | 2009        |
| Nippon TV Beleza                                | Japón          | 2009        |
| Urawa Reds                                      | Japón          | 2010 - 2012 |
| AS Elfen Saitama                                | Japón          | 2013 - 2014 |
| Nippon TV Beleza                                | Japón          | 2015        |
| Chifure AS Elfen Saitama                        | Japón          | 2016        |
| Nippon Sport Science University Fields Yokohama | Japón          | 2017        |
| Chifure AS Elfen Saitama                        | Japón          | 2018 -      |

### Selección nacional
| Selección | País  | Año         |
| --------- | ----- | ----------- |
| Absoluta  | Japón | 2000 - 2011 |

## Estadística de equipo nacional
| Selección femenina de fútbol de Japón | Selección femenina de fútbol de Japón | Selección femenina de fútbol de Japón |
| Año                                   | Partidos                              | Goles                                 |
| ------------------------------------- | ------------------------------------- | ------------------------------------- |
| 2000                                  | 2                                     | 0                                     |
| 2001                                  | 0                                     | 0                                     |
| 2002                                  | 0                                     | 0                                     |
| 2003                                  | 13                                    | 5                                     |
| 2004                                  | 10                                    | 5                                     |
| 2005                                  | 0                                     | 0                                     |
| 2006                                  | 14                                    | 3                                     |
| 2007                                  | 15                                    | 4                                     |
| 2008                                  | 14                                    | 3                                     |
| 2009                                  | 1                                     | 0                                     |
| 2010                                  | 0                                     | 0                                     |
| 2011                                  | 3                                     | 0                                     |
| Total                                 | 72                                    | 20                                    |